# هتل ترانسیلوانیا
هتل ترانسیلوانیا (به انگلیسی: Hotel Transylvania) یک فیلم کمدی پویانمایی رایانه‌ای به شیوه سه‌بعدی است که توسط سونی پیکچرز انیمیشن تهیه شده و کلمبیا پیکچرز توزیع‌کننده آن است. این فیلم به کارگردانی گندی تارتاکوفسکی (که در کارنامه او جک سامورایی، آزمایشگاه دکستر و تایتان هم دیده می‌شود)، و نویسندگی پیتر باینهام و رابرت اسمیگل است. از صداپیشگان فیلم می‌توان به آدام سندلر، سلنا گومز، اندی سمبرگ، کوین جیمز، فرن درشر، جان لوویتز، سیلو گرین، استیو بوشمی، مالی شنون و دیوید اسپید اشاره کرد. هتل ترانسیلوانیا توسط کلمبیا پیکچرز در ۲۸ سپتامبر ۲۰۱۲ به نمایش درآمد.این پویانمایی نامزد دریافت جایزه گلدن گلوب بهترین پویانمایی سال ۲۰۱۲ شد.
دنباله این فیلم هتل ترانسیلوانیا ۲ نام دارد که وقایع آن هفت سال پس از نسخهٔ اول دنبال می‌شود و در سپتامبر ۲۰۱۵ اکران شد. هتل «ترانسیلوانیا ۳: تعطیلات تابستانی» نیز ۲۳ خرداد ۱۳۹۷ در جشنواره بین‌المللی فیلم‌های انیمیشن آنسی به نمایش در آمد و در ۲۲ تیر ماه ۱۳۹۷ هتل ترانسیلوانیا ۳: تعطیلات تابستانی اکران عمومی آن آغاز شد.
در ادامه سال ۲۰۲۲ قسمت چهارم این انیمیشن با عنوان  هتل ترانسیلوانیا ۴: تبدیل شدن
اکران شد.

## داستان این فیلم
داستان این فیلم در باره یک خون آشام(دراکولا) به نام لولوخان است که به دلیل فوت همسرش یک  هتل به نام ترانسیلوانیا می‌سازد که فقط مخصوص هیولا هاست. جاناتان یک آدمیزاد است که وارد این هتل می‌شود و نمی‌داند این هتل مخصوص هیولا هاست...

## انیمیشن های بعدی
- هتل ترانسیلوانیا ۲
- هتل ترانسیلوانیا ۳: تعطیلات تابستان
- هتل ترانسیلوانیا ۴
- 3 گانه هتل ترانسیلوانیا

درباره کارگردان گندی تارتاکوفسکی

## تئوری ها
یک سری تئوری ها توسط ایکس تئوری گفته است که ازجمله آنها میتوان به جادو سیاه ، بردگی انسان ها و ... اشاره کرد که به صورت کامل در ایکس تئوری بررسی شده اند و کاربران میتوانند آن را مشاهده کنند.